# UXP (オペレーティングシステム)
UXP (ユーエックスピー) は、かつて富士通が独自に開発していた、UNIX System V リリース4をベースとする独自拡張したオペレーティングシステムの名称、シリーズ名。名前の由来について、UXPは「The UNIX Product」から。スラッシュの後の文字は、リリース時にターゲットした機種のモデル名やアーキテクチャの名前が付けられる。当初はメインフレーム向けに開発されたが、UXP/MやUXP/Vはスーパーコンピュータ向けに展開されたり、UXP/DSでUnixワークステーション・サーバ向けにも展開されるようになった。

## シリーズ

### UXP/M
1990年8月に、Mシリーズ拡張アーキテクチャEXA(EXtended system Architecture)を実装しているメインフレームFUJITSU Mシリーズに搭載されるオペレーティングシステムとして発表された。ベクトル型スーパーコンピュータのVP2000シリーズ向けにも搭載された。
既存のUTS/Mで開発されたプログラムの上方互換(ソース/オブジェクト/ロードモジュール互換)を保証している。

### UXP/DS
1991年9月にDS/90 7000シリーズのUnixワークステーションとサーバに搭載されるオペレーティングシステムとしてリリースされた。

### UXP/V
1995年2月に、ベクトルパラレル方式の新たなスーパーコンピュータFUJITSU VXシリーズ/VPP300シリーズの発表の際に，UXP/Mの後継として発表された。